# 講安寺
講安寺（こうあんじ）は、東京都文京区にある浄土宗の寺院。山号は専修山。無縁坂の北側に位置する。

## 歴史
初め無縁山法界寺と称していたが、元和2年（1616年）、湯島天神下より移転、開山上人が同じ境内に無縁寺と名付けた庵を建てる。正保2年（1645年）、無縁寺は坂下側の称仰院、法界寺は坂上側の講安寺となって現在に至る。
『本郷區史』によると
「湯島兩門町に在り、淺草幡随院末、專修山稱仰院と號す、慶長十一年知恩院一代乗譽東國巡錫の時幕府に請ひ湯島天神下に一宇を建立し僧重達を以て開山としたが、其地元和二年霊山寺の寺域となつたので現地に移つて法界寺と稱し正保二年現名に改めた。本尊立像彌陀は恵心作、伽羅丸木作り長二尺三寸足裏に源信の二字を刻す」とある。

## 著名人の墓
- 泉目吉（人形細工師）
- 羊遊齋更山（蒔繪師。俗稱・原粂治、弘化二年歿　享年七十四）
- 中根半仙（書家。名は容字は公黙、又訒齋、玄石、健徒老人の號あり。嘉永二年歿　享年五十二）
- 堀野文禄（明治時代の出版業者、江戸文化の研究家）[2]

## 年表
- 1606年（慶長11年） - 講安寺創建。江戸が開府し間もなく、京都知恩院の廻誉重達上人により湯島天神下に創建される。当時は法界寺と称される。
- 1616年（元和2年） - 現在の地に移転。
- 1645年（正保2年） - 法界寺敷地内に隠居庵を設け、無縁寺(現在の稱仰院)と号した。同年、法界寺から講安寺へと寺号を改称する。
- 1683年（天和3年） - 講安寺と稱仰院は敷地を分割し、西側が講安寺敷地となる。
- 1703年（元禄16年） - 江戸の大火により類焼。
- 1708年（宝永5年） - 土蔵造りの本堂を再建。
- 1793年（寛政5年） - 度重なる大火により客殿、庫裡が類焼。
- 1810年（文化7年） - 客殿、庫裡修復工事。
- 1827年（文政10年） - 1827年～1872年までの45年間、第11代将軍徳川家斉の側室「お美代の方」が講安寺に隠棲。1872年6月11日お美代の方講安寺で逝去。
- 1907年（明治40年） - 境内北側にあった講安寺墓地は帝国大学(現東京大学)の敷地拡張のため西巣鴨 に移転。
- 1955年（昭和30年）  - 庫裡東側に講安寺湯島墓地を設ける。